# Gemini Ganesan
Gemini Ganesan (ur. 17 listopada 1920, zm. 22 marca 2005) – indyjski aktor.

## Życiorys
Urodził się jako Ramaswami Ganesan. Pochodził z należącej do klasy średniej rodziny bramińskiej. Ukończył studia chemiczne, po czym został zatrudniony w Madras Christian College. Podjął następnie pracę w wytwórni filmowej Gemini Studios (1946). Jako aktor debiutował w Miss Malini, który na ekrany wszedł rok później. Sławę przyniosła mu podwójna rola w Manampola Mangalyam z 1953. W filmie tym wystąpił zresztą u boku swojej przyszłej żony Savitri. Znany głównie z delikatnych, subtelnych ról o romantycznym wydźwięku, lub też z historii miłosnych, w których grywał nieszczęśliwego kochanka. W późniejszym okresie pojawiał się w też w filmach opartych na mitologii.
Ikona tamilskiego kina, jego filmografia w kilku językach indyjskich obejmuje około 200 tytułów. Za swoją pracę wielokrotnie nagradzany, pośród Tamilów znany był jako kadhal mannan, co można przełożyć na król romansu. Swe imię sceniczne zyskał dzięki wspomnianej wyżej wytwórni Gemini Studios, która wyprodukowała wiele z jego najbardziej znanych filmów. Był ojcem aktorki Rekhi. Uhonorowany indyjskim orderem Padma Shri (1971).